# Acetylacetonát hlinitý
Acetylacetonát hlinitý, zkráceně Al(acac)3, je hlinitý komplex s acetylacetonátovými (acac) ligandy, patřící mezi acetylacetonáty kovů. Jeho molekuly vykazují D3-symetrii a jsou tak izomorfní s ostatními oktaedrickými trisacetylacetonáty.

## Použití
Acetylacetonát hlinitý slouží k tvorbě vrstev krystalického oxidu hlinitého nízkotlakou epitaxí z organokovových sloučenin. Lze jej také použít jako moluskocid.